# Chaoa flavipes
Chaoa flavipes är en stekelart som beskrevs av Luo, You och Xiao 2004. Chaoa flavipes ingår i släktet Chaoa och familjen bracksteklar. Inga underarter finns listade i Catalogue of Life.